# Минэгиси, Тору
Тору Минэгиси (яп. 峰岸透, род. 1975) — японский игровой композитор, известный работой над играми Nintendo, в том числе над сериями The Legend of Zelda и Splatoon. Вырос в музыкальной семье и заинтересовался компьютерными играми и их саундтреком с раннего детства. Минэгиси не получил специального музыкального образования, однако получил опыт музыканта в школьные и институтские годы.

## Биография
Минэгиси вырос в музыкальной семье; его родители особенно увлекались латинской музыкой и танго. Интерес к компьютерным играм он приобрёл в возрасте 10 лет, когда увидел рекламу The Legend of Zelda. Договорившись с родителями, что он улучшит свои показатели в школе плавания, и сдержав обещание, он получил в подарок диск с The Legend of Zelda для Family Computer Disk System. Спустя год он впервые услышал «Картинки с выставки» Модеста Мусоргского — цикл фортепьянных пьес, основанных на картинах Виктора Гартмана. Приём композиций, заключающий в сопоставлении музыки и визуальных образов, оказал большое влияние на Минэгиси, которое со временем развилось в интерес к игровой музыке. В отличие от многих композиторов и профессиональных музыкантов, Минэгиси не получал специального музыкального образования и не брал уроков музыки в раннем возрасте. Вместо этого он самостоятельно заинтересовался музыкой, был перкуссионистом в школьной группе, а затем играл на ударных в группе, которую основал сам со своими друзьями в колледже.
Минэгиси остался верен своей мечте стать саунд-дизайнером компьютерных игр и отправил резюме в Nintendo. После того как он прошёл композиционный экзамен и письменный музыкальный тест, он получил работу в звуковой группе Nintendo Entertainment Analysis and Development. В 2000 году Минэгиси впервые поучаствовал в создании игры серии The Legend of Zelda, написав три боевых темы для Majora’s Mask. При разработке The Legend of Zelda: Twilight Princess он был назначен главным композитором.
Минэгиси часто слушает музыку дома для того, чтобы оставаться знакомым со всем многообразием музыкальных жанров. Он предпочитает создавать мелодии в голове, однако иногда использует в процессе композиторской работы гитару или клавишные. Примером его работы, придуманной без использования инструментов, является мелодия запуска GameCube. В качестве наиболее полезного для себя опыта Минэгиси называет разработку звуковых эффектов для Super Mario Sunshine и написание 50 композиций различных музыкальных жанров для Animal Crossing. Композитора Кодзи Кондо он считает мастером игрового звука, послужившим для него наибольшим вдохновением.
Помимо работы в качестве композитора, он также был актёром озвучки для пираньи Пити в различных играх Super Mario.

## Работы
| Год  | Игра                                       | Работа                   | Соработники                                  |
| ---- | ------------------------------------------ | ------------------------ | -------------------------------------------- |
| 1998 | Pokémon Stadium (Япония)                   | композитор               | Мицухиро Хикино и Кэнта Нагата               |
| 1999 | Pokémon Stadium                            | композитор               | Хадзимэ Вакай и Кэнта Нагата                 |
| 2000 | Mario Artist: Talent Studio                | композитор               | Кадзуми Тотака и Кэнта Нагата                |
| 2000 | The Legend of Zelda: Majora’s Mask         | композитор               | Кодзи Кондо                                  |
| 2001 | Animal Crossing                            | композитор               | Кадзуми Тотака, Кэнта Нагата и Синобу Танака |
| 2002 | Super Mario Sunshine                       | звуковые эффекты         | Мицухиро Хикино и Ёдзи Инагаки               |
| 2002 | The Legend of Zelda: The Wind Waker        | композитор               | Кэнта Нагата, Хадзимэ Вакай и Кодзи Кондо    |
| 2003 | Mario Golf: Toadstool Tour                 | звуковые эффекты         | ряд других людей                             |
| 2004 | Mario Pinball Land                         | звуковые эффекты         | Таро Бандо, Ёдзи Инагаки и Мицухиро Хикино   |
| 2005 | Yoshi Touch & Go                           | композитор               | Кадзуми Тотака и Асука Ота                   |
| 2006 | The Legend of Zelda: Twilight Princess     | композитор               | Асука Ота и Кодзи Кондо                      |
| 2007 | The Legend of Zelda: Phantom Hourglass     | композитор               | Кэнта Нагата                                 |
| 2007 | Wii Fit                                    | композитор               | Манака Томинага и Сихо Фудзи                 |
| 2008 | Super Smash Bros. Brawl                    | аранжировка              | ряд других людей                             |
| 2008 | Wii Music                                  | композитор               | Кэнта Нагата и Махито Ёкота                  |
| 2009 | The Legend of Zelda: Spirit Tracks         | композитор               | Манака Томинага, Асука Ота и Кодзи Кондо     |
| 2011 | Steel Diver                                | композитор               | Ацуко Асахи                                  |
| 2011 | Mario Kart 7                               | помощь со звуком         | Риодзи Ёситоми                               |
| 2012 | WaraWara Plaza                             | композитор               |                                              |
| 2013 | Super Mario 3D World                       | композитор               | Махито Ёкота, Yasuaki Iwata и Кодзи Кондо    |
| 2014 | Steel Diver: Sub Wars                      | композитор               | Кэнта Нагата и Ацуко Асахи                   |
| 2014 | Super Smash Bros. for Nintendo 3DS и Wii U | аранжировка              | ряд других людей                             |
| 2015 | Splatoon                                   | композитор               | Сихо Фудзи                                   |
| 2016 | The Legend of Zelda: Twilight Princess HD  | музыкальный руководитель | Такахиро Ватанабэ                            |
| 2017 | Mario Kart 8 Deluxe                        | композитор               | ряд других людей                             |
| 2017 | Splatoon 2                                 | композитор               | Рио Накамацу и Сихо Фудзи                    |
| 2019 | Super Mario Maker 2                        | композитор               | Ацуко Асахи и Саяко Дои                      |